# Серам
Серам (индонежански Seram, раније Церам) је са 17.100 km² друго највеће острво у Молучком архипелагу. Припада индонезијској провинцији Малуку. Главни град острва је Масохи, који је лука на јужној обали.
По подацима из 1993, на острву је живело 247.000 људи.
Серам се налази у Пацифику, између Банда мора на југу и Серамског мора на северу. Сулавеси је удаљен 550 километара на запад, Халмахера је 220 километара северније, а Нова Гвинеја је удаљена 150 километара на запад. Дужина острва у оравцу исток-запад је 320 километара, а 70 од севера ка југу.
Око десет километара југозападно од Серама је острво Амбон, на коме се налази истоимени провинцијски главни град.
Највиши врх, Бинаја, налази се на висини од 3.019 метара. Острво је покривено тропским шумама. Поред традиционалне пољопривреде, на Сераму постоји експлоатација нафте.